# 德米特里·亞歷山德羅維奇·烏里揚諾夫
德米特里·亞歷山德羅維奇·烏里揚諾夫（俄语：Дмитрий Александрович Ульянов，羅馬化：Dmitry Alexandrovich Ulyanov，1978年2月12日—2023年2月4日或2月5日或2月6日），退役俄羅斯空軍少將或上校，於2022年俄羅斯入侵烏克蘭期間陣亡。

## 生平
烏里揚諾夫於1978年2月12日出生於克拉斯諾達爾邊疆區阿納帕，是一名俄軍指揮官的兒子。後移居梁贊，其畢業於俄羅斯科洛姆納高等砲兵指揮學校。
烏里揚諾夫於2013年晉升中校軍銜，2017年晉升上校軍銜，並在2020年獲授予少將軍銜後退役並參政。

## 事蹟
根據公開來源情報網站《InformNapalm》提供的資料，烏里揚諾夫曾擔任俄羅斯空降軍第7空降師參謀長、第1141砲兵團團長，並於2015年至2017年擔任第98空降師師長。其後以空軍少將或上校軍銜退役。
《InformNapalm》聯合創辦人伊拉克里·科馬克希澤（Іраклі Комахідзе）稱，烏里揚諾夫以志願者的身份參與2022年俄羅斯入侵烏克蘭，指揮一支來自韃靼斯坦共和國動員的第3摩托化步兵團。
包括《InformNapalm》、伊拉克里·科馬克希澤及烏克蘭武裝部隊軍官阿納托利·斯特凡（Анатолий Штефан）均表示，烏里揚諾夫於2023年2月4日或5日或6日晚在頓巴斯地區與烏克蘭敵後組織交火時被擊殺。